# Campionato del mondo di scacchi 1987
Il campionato del mondo di scacchi 1987 fu conteso tra il campione in carica Garri Kasparov e Anatolij Karpov a Siviglia, tra il 12 ottobre e il 18 dicembre.
Fu il quarto campionato del mondo consecutivo (dopo quelli del 1984, 1985 e 1986) a vedere la sfida tra Karpov e Kasparov; quest'ultimo conservò il titolo, poiché il match si concluse in parità (12-12).

## Qualificazioni
Nel corso del 1985 vennero giocati tre interzonali, tutti con la formula del girone all'italiana: uno a Biel, in Svizzera (18 giocatori, vinto da Rafayel Vahanyan), un secondo a Taxco, in Messico (16 giocatori, vinto da Jan Timman) e un terzo a Tunisi (17 giocatori dopo l'abbandono di Slim Bouaziz, vinto da Artur Jusupov). Ognuno di questi tornei qualificò quattro giocatori:
- Biel:      Rafael Vaganian, Yasser Seirawan, Andrej Sokolov, Nigel Short;
- Taxco:  Jan Timman, Jesús Nogueiras, Michail Tal', Kevin Spraggett;
- Tunisi:   Artur Jusupov, Oleksandr Beljavs'kyj, Lajos Portisch, Oleksandr Černin.

Successivamente venne disputato, a Montpellier, un torneo a sedici giocatori, con la formula del girone all'italiana, cui parteciparono, oltre ai qualificati dagli interzonali, Viktor Korčnoj, Vasilij Smyslov e Zoltán Ribli (come primi tre degli ultimi match dei candidati) e Boris Spasskij (scelto dalla federazione ospitante). I primi quattro classificati in questo torneo si qualificarono per il torneo dei candidati.
| #  | Giocatore             | 1 | 2 | 3  | 4 | 5 | 6 | 7 | 8 | 9 | 10 | 11 | 12 | 13 | 14 | 15 | 16 | Totale |
| -- | --------------------- | - | - | -- | - | - | - | - | - | - | -- | -- | -- | -- | -- | -- | -- | ------ |
| 1  | Artur Jusupov         | - | 0 | 1  | ½ | ½ | 1 | ½ | ½ | ½ | ½  | ½  | ½  | ½  | 1  | 1  | ½  | 9      |
| 2  | Rafayel Vahanyan      | 1 | - | ½  | 0 | ½ | 0 | ½ | ½ | ½ | ½  | ½  | 1  | 1  | ½  | 1  | 1  | 9      |
| 3  | Andrej Sokolov        | 0 | ½ | xx | ½ | ½ | 0 | ½ | 1 | ½ | ½  | ½  | 1  | 1  | 1  | ½  | 1  | 9      |
| 4  | Jan Timman[1]         | ½ | 1 | ½  | - | ½ | 1 | ½ | ½ | ½ | 1  | 1  | 0  | ½  | ½  | ½  | 0  | 8,5    |
| 5  | Michail Tal'          | ½ | ½ | ½  | ½ | - | ½ | ½ | ½ | 1 | 0  | ½  | ½  | 1  | 1  | ½  | ½  | 8,5    |
| 6  | Boris Spasskij        | 0 | 1 | 1  | 0 | ½ | - | ½ | ½ | ½ | 1  | ½  | ½  | ½  | ½  | 1  | 0  | 8      |
| 7  | Oleksandr Beljavs'kyj | ½ | ½ | ½  | ½ | ½ | ½ | - | 0 | ½ | ½  | 1  | ½  | ½  | ½  | ½  | 1  | 8      |
| 8  | Vasilij Smyslov       | ½ | ½ | 0  | ½ | ½ | ½ | 1 | - | ½ | ½  | ½  | ½  | ½  | ½  | 0  | 1  | 7,5    |
| 9  | Oleksandr Černin      | ½ | ½ | ½  | ½ | 0 | ½ | ½ | ½ | - | ½  | ½  | ½  | ½  | ½  | ½  | 1  | 7,5    |
| 10 | Yasser Seirawan       | ½ | ½ | ½  | 0 | 1 | 0 | ½ | ½ | ½ | -  | 1  | ½  | 0  | ½  | ½  | ½  | 7      |
| 11 | Nigel Short           | ½ | ½ | ½  | 0 | ½ | ½ | 0 | ½ | ½ | 0  | -  | 1  | ½  | 1  | ½  | ½  | 7      |
| 12 | Lajos Portisch        | ½ | 0 | 0  | 1 | ½ | ½ | ½ | ½ | ½ | ½  | 0  | -  | 1  | 0  | ½  | 1  | 7      |
| 13 | Viktor Korčnoj        | ½ | 0 | 0  | ½ | 0 | ½ | ½ | ½ | ½ | 1  | ½  | 0  | -  | ½  | 1  | ½  | 6,5    |
| 14 | Zoltán Ribli          | 0 | ½ | 0  | ½ | 0 | ½ | ½ | ½ | ½ | ½  | 0  | 1  | ½  | -  | 1  | ½  | 6,5    |
| 15 | Jesús Nogueiras       | 0 | 0 | ½  | ½ | ½ | 0 | ½ | 1 | ½ | ½  | ½  | ½  | 0  | 0  | -  | 1  | 6      |
| 16 | Kevin Spraggett       | ½ | 0 | 0  | 1 | ½ | 1 | 0 | 0 | 0 | ½  | ½  | 0  | ½  | ½  | 0  | -  | 5      |

## Torneo dei Candidati
I match del torneo dei candidati si disputarono tra il gennaio del 1986 e il marzo del 1987. I primi quattro giocatori del torneo di Montpellier avrebbero disputato un mini torneo ad eliminazione diretta. Il primo turno sarebbe stato un match di otto partite, mentre il secondo turno ne avrebbe previste quattordici. Il vincitore si sarebbe sfidato con Anatolij Karpov, come da accordi presi nel match mondiale del 1986. Anche questo match sarebbe stato di quattordici partite.
|  | Primo turno      | Primo turno      | Primo turno     |                 |                | Secondo turno  | Secondo turno | Secondo turno |  |  | Finale | Finale | Finale |  |
|  |                  |                  |                 |                 |                |                |               |               |  |  |        |        |        |  |
|  | Rafayel Vahanyan | Rafayel Vahanyan | 2               |                 |                |                |               |               |  |  |        |        |        |  |
|  | Rafayel Vahanyan | Rafayel Vahanyan | 2               |                 |                |                |               |               |  |  |        |        |        |  |
|  | Andrej Sokolov   | Andrej Sokolov   | 6               |                 |                |                |               |               |  |  |        |        |        |  |
|  | Andrej Sokolov   | Andrej Sokolov   | 6               |                 | Andrej Sokolov | Andrej Sokolov | 7,5           |               |  |  |        |        |        |  |
|  |                  |                  |                 |                 | Andrej Sokolov | Andrej Sokolov | 7,5           |               |  |  |        |        |        |  |
|  |                  |                  | Artur Jusupov   | Artur Jusupov   | 6,5            |                |               |               |  |  |        |        |        |  |
|  | Artur Jusupov    | Artur Jusupov    | Artur Jusupov   | Artur Jusupov   | 6,5            | 6              |               |               |  |  |        |        |        |  |
|  | Artur Jusupov    | Artur Jusupov    |                 |                 |                |                |               |               |  |  |        |        |        |  |
|  | Jan Timman       | Jan Timman       | 3               |                 |                |                |               |               |  |  |        |        |        |  |
|  | Jan Timman       | Jan Timman       | 3               |                 | Andrej Sokolov | Andrej Sokolov | 3,5           |               |  |  |        |        |        |  |
|  |                  |                  |                 |                 |                |                |               |               |  |  |        |        |        |  |
|  |                  |                  | Anatolij Karpov | Anatolij Karpov | 7,5            |                |               |               |  |  |        |        |        |  |

## Campionato mondiale
Il campionato mondiale fu giocato a Siviglia tra il 2 ottobre e il 18 dicembre. Karpov vinse la ventitreesima e penultima partita, guadagnando un punto di vantaggio, ma Kasparov riuscì a vincere l'ultima partita, pareggiando il match e conservando così il titolo mondiale. L'impresa di vincere l'ultima partita per conservare il titolo era prima di allora riuscita soltanto a Emanuel Lasker nel 1910.
|                                     | 1 | 2 | 3 | 4 | 5 | 6 | 7 | 8 | 9 | 10 | 11 | 12 | 13 | 14 | 15 | 16 | 17 | 18 | 19 | 20 | 21 | 22 | 23 | 24 | Totale |
| ----------------------------------- | - | - | - | - | - | - | - | - | - | -- | -- | -- | -- | -- | -- | -- | -- | -- | -- | -- | -- | -- | -- | -- | ------ |
| Garry Kasparov ( Unione Sovietica)  | ½ | 0 | ½ | 1 | 0 | ½ | ½ | 1 | ½ | ½  | 1  | ½  | ½  | ½  | ½  | 0  | ½  | ½  | ½  | ½  | ½  | ½  | 0  | 1  | 12     |
| Anatolij Karpov ( Unione Sovietica) | ½ | 1 | ½ | 0 | 1 | ½ | ½ | 0 | ½ | ½  | 0  | ½  | ½  | ½  | ½  | 1  | ½  | ½  | ½  | ½  | ½  | ½  | 1  | 0  | 12     |